# Общество антикваров Франции
Национальное общество антикваров Франции (фр. Société nationale des antiquaires de France) — историко-археологическое общество, основанное в 1804 году под названием «Кельтской академии» (Académie celtique). Располагается в Лувре, павильон Мольен (pavillon Mollien).
Кельтская академия была основана Жаком Камбри и Жаком Ле-Бриганом (Jacques Le Brigant, 1720—1804) 30 марта 1804 года. Камбри был её первым президентом вплоть до своей смерти в 1807 году. Одной из её задач было изучение галльской цивилизации, французской истории и археологии. Академия издала несколько томов Записок (Mémoires de l’Académie Celtique).
В 1813 году Кельтская академия сменила имя на королевское «общество антикваров Франции», которое постепенно приобрело международный авторитет вслед за лондонским обществом антикваров.

## Некоторые члены общества
- Ласепед, Бернар (1756—1825)
- Барбье дю Бокаж, Жан-Дени (1760—1825)
- Брилья-Саварен, Жан Антельм (1755—1826)
- Ле Гонидек, Жан-Франсуа (1775—1838)
- Вайс, Пьер Шарль (1779—1866)
- Нодье, Шарль (1780—1844)
- Гизо, Франсуа (1787—1874)
- Мариет, Огюст (1821—1881)
- Кишра, Жюль Этьен Жозеф (1814—1882)
- Ренан, Эрнест (1823—1892)
- Куражо, Луи (1841—1896)
- Бертран, Александр (археолог) (1820—1902)
- Дюшен, Луи (1843—1922)
- Грабар, Андрей Николаевич (1896—1990)
- Барон де Бай (1853-1931)
- Шастель, Андре (1912—1990)